# КК Анталија ББ
КК Анталија ББ (тур. Antalya Büyükşehir Belediyesi) је турски кошаркашки клуб из Анталије.

## Историја
Клуб је основан 1995. године, а од 2007. до 2013. такмичио се у Првој лиги Турске. Најбољи пласман у њој остварен је у сезонама 2007/08. и 2008/09. када је освојено шесто место уз четвртфинале плеј-офа.
На међународној сцени, забележили су једно учешће у ФИБА Еврочеленџу (сез. 2008/09) када су елиминисани у другом кругу квалификација.

## Познатији играчи
- Стеван Јеловац
- Владимир Голубовић
- Џамон Гордон
- Рикардо Марш